# Iris (US-amerikanische Band)
Iris war eine US-amerikanische Synth-Rock-Band.

## Bandgeschichte
Iris wurde 1993 von Reagan Jones und Matt Morris unter dem Namen Forgiving Iris gegründet. Beide hatten sich im College kennengelernt und beschlossen, beeinflusst von Bands wie Erasure und Depeche Mode, eine Band zu gründen. Zunächst traten beide vorwiegend in und um Austin, Texas, auf. Im Jahr 1999 änderten sie den Bandnamen in Iris und veröffentlichten ihr Debütalbum Disconnect.
Wegen unterschiedlicher Vorstellungen über die weitere musikalische Entwicklung der Band war Morris nicht mehr an den Aufnahmen zum zweiten Album beteiligt. Jones lernte zu dieser Zeit den Musiker Andrew Sega (vorher Musiker der PC-Demo-Gruppe Kosmic Free Music Foundation) kennen. Nachdem beide erste Stücke gemeinsam produziert hatten, wurde Sega Mitglied der Band. Das zweite, von härteren Gitarren und elektronischen Klängen geprägte Album Awakening erschien 2003.
Im Jahr 2005 erschien das dritte Album Wrath, begleitet von einer Europa-Tour mit Auftritten in Moskau und London.
Das vierte Album Hydra erschien 2008 als CD/DVD-Pack mit Remixen von Mesh, Alpinestars, Datguy, Benz & MD sowie einer 30-minütigen Tour-Dokumentation „Behind the scenes“.
Im September 2010 erschien das fünfte Album Blacklight auf Infacted Recordings. Im Frühjahr 2011 ging die Gruppe gemeinsam mit De/Vision und Mesh auf die Lost Tour 2011.
Bei Auftritten wird die Band von wechselnden Live-Musikern wie Ned Kirby (Keyboard, Bass) und Brian Pearson (Gitarre) unterstützt.
Im September 2021 löste sich die Gruppe auf, was auch von dem Label Dependent Records bestätigt wurde. Als Gründe wurden interne Probleme und persönliche Differenzen angegeben.

## Diskografie

### Alben
- 1999: Disconnect (A Different Drum)
- 2003: Reconnect  (A Different Drum)
- 2003: Awakening (Diffusion Records)
- 2005: Wrath (Diffusion Records)
- 2008: Hydra (Diffusion Records)
- 2010: Blacklight (Infacted Recordings)
- 2014: Radiant (Dependent Records)
- 2019: Six (Dependent Records)

### Singles und EPs
- 1999: Saving Time (A Different Drum)
- 1999: Danger Is the Shame (A Different Drum)
- 1999: Annie, Would I Lie to You (October)
- 2000: Lose in Wanting (A Different Drum)
- 2002: Unknown (Diffusion Records)
- 2006: It Generates (Vision Music)
- 2006: Hell's Coming with Me / Apetite (Remixes) (Phuture Wax)
- 2008: Lands of Fire 2008 (Vision Music)
- 2010: Closer to Real (Infacted Recordings)